# Nans d'Ordal
Els Nans d'Ordal són 12 capgrossos del poble d'Ordal, al municipi de Subirats (Alt Penedès). Foren comprats l'abril de 1965, al taller El Ingenio, de Barcelona, a iniciativa de dotze veïns del poble, sufragant-ne un cadascun d'ells, per tal d'incloure el jovent del poble en la celebració de la Festa Major, i retornar l'alegria al poble, que havia quedat en una situació complicada després de la pedregada de 1962 que va malmetre conreus i vinyes, fent que moltes famílies haguessin de marxar cap a Barcelona.
Els 12 nans es van estrenar a la Festa Major de 1965, portant-los els homes que els van sufragar, amb vestimentes adequades a cada personatge, i ballant el Ball dels Nans d'Ordal, seguint la música dels Nans d'Olot, ja que no en tenien de pròpia. Els components fundadors van ser:
| Component                 |                | Nan                       |
| ------------------------- | -------------- | ------------------------- |
| Pere Ibañez i Tort        | Cal Quim       | La Gueña o Nas arremangat |
| Antonio Curto i Blanc     | Barber         | Geppeto                   |
| Pere Vendrell i Ros       | Cal Conrado    | Gitana                    |
| Josep Casas i Vendrell    | Cal Ferrer     | Turc                      |
| Josep Baques i Augé       | Cal Rebaixi    | Brasilera                 |
| Salvador Julià i Vendrell | Ca l'Anton Xim | Cuiner                    |
| Joan Gallart i Viñas      | Pau del Forn   | La India                  |
| Joaquim Gallart i Gallart | Cal Duran      | Grouxo Marx (el Mut)      |
| Josep Casas i Fortuny     | Cal Cego       | La Nena                   |
| Joan Esteve i Vendrell    | Cal Serafí     | El Vasc                   |
| Andreu Augé i Boes        | Cal Marino     | Senyoreta                 |
| Ramon Alemany i Fortuny   | Hostal         | L'Avi                     |

Després de la primera sortida, els Nans van ser donats a la Parròquia, perquè els portessin els nens del poble. El 1969 se'ls hi van afegir dos nans més, el Patufet i la Patufeta, donats per la Colònia d'Estiuejants d'Ordal. El 2013 l'Agrupació Folklòrica va restaurar tots els desperfectes que havien sofert els Nans al llarg dels seus gairebé cinquanta anys d'història.